# Manuel Liberato
Manuel Pedro Liberato Monteiro (Lissabon, 14 april 1969) is een Portugees voormalig wielrenner. Hij was beroepsrenner van 1993 tot 2003 en boekte in die jaren zijn successen op Portugese bodem.

## Erelijst
1994
1e etappe Ronde van de Algarve
5e etappe Ronde van Alentejo
1995
Prémio de Abertura
2e etappe GP a Capital
8e etappe Ronde van Alentejo
1996
4e etappe Ronde van de Algarve
4e etappe GP Internacional Costa Azul
1997
Clássica da Primavera
1e etappe GP da Póvoa de Varzim
Sprintklassement Ronde van Portugal
1998
GP da Marinha Grande
1e etappe Ronde van de Algarve
1e etappe Troféu Joaquim Agostinho
1999
Circuito da Moita
Classica do Seixal
1e etappe GP Matosinhos
2000
Prémio de Abertura